# Черно дронго
Черно дронго (Dicrurus macrocercus) е вид птица от семейство Dicruridae. Видът е незастрашен от изчезване.

## Разпространение
Разпространен е в Афганистан, Бангладеш, Бутан, Камбоджа, Китай, Индия, Индонезия, Лаос, Малайзия, Мианмар, Непал, Пакистан, Сингапур, Шри Ланка, Тайван, Тайланд и Виетнам.